# Totolapan
Totolapan é um município do estado de Morelos, no México.